# تونسه شریف
تونسه شریف (به انگلیسی: Taunsa Sharif) یک شهر در پاکستان است که در ناحیه دیره غازی خان واقع شده‌است. تونسه شریف ۳۰۰ کیلومتر مربع مساحت دارد ۱۵۷ متر بالاتر از سطح دریا واقع شده‌است.